# Арса Пајевић
Арса Пајевић (Нови Сад, 31. август 1840 — Нови Сад, 13. октобар 1905) био је издавач, књижар и штампар. Почео је од словослагача и самоука, да би током живота стигао до власника штампарије и уредника новина и књижевника.

## Биографија
Рођен је 31. августа 1840. године у Новом Саду, у Темеринској улици. Почео је Арсеније још као дечак сироче, да ради у штампарији Игњата Фукса у Новом Саду. Тако је 1858. године као шегрт разносио листове "Седмица" и "Србски дневник" по кућама у Новом Саду. Свратио је код песника Змаја, и замолио га да му за Нову годину спреми "печеницу". Радило се у ствари o Змајевој новогодишњој песми, под називом "Поздрав на ново лето". Шегрт Арса је ту песму (потписану својим именом), узгред одштампао у Фуксовој штампарији, као "честитку", и делио је уз новине. Због тог новогодишњег поклона, добио је пуно напојница од читалаца. Од тог новца се сиромашни Арса "обуо и оденуо", и на Змајев имендан - о Св. Јовану 1859. године посетио песника у његовом стану, упарађен и дао му пун захвалности, флашу квалитетног вина "бермета". Између 1863-1871. године радио је у Београду у Државној штампарији. Ту се дружио са напредним младим људима - високошколцима. По повратку из српске престонице сарађује са виђеним Србима Новосађанима на књижевном пољу. Арса се јавља 1873. године као деловођа "Српске народне задружне штампарије" у Новом Саду. Временом постаје највећи издавач, који подржава књижевна прегнућа многих аутора. Велики српски народни календар "Орао" уредника Стеве Поповића Вацког, издавао је Арса Пајевић пре 1875. године. Радио је тада у новосадској "Српској народној задружној штампарији". Примио се да преузме одговорност пред властима, и за Змајев хумористички лист "Стармали" 1879. године. Године 1880. подухватио се опет Арса да буде издавач Змајевог дечјег листа "Невена". Издавао је црквени лист "Глас истине" 1884—1891. године. Такође црквени "Српски сион", али само прве године излажења - 1891. године. Имао је он успеха нарочито са популарним издањима за народ, а својим издањима подизао је просвету у Срба. Главна издања су му листови: "Ратна Хроника", "Илустроване Новине", "Стармали", календар "Орао" и многи други.
Основао је издавачку штампарију 1876. године, да би 1891. године отворио властиту велику, добро снадбевену издавачку књижару и штампарију у својој кући, у Дунавској улици у Новом Саду. Године 1906. по Арсиној смрти, књижару је преузео један од његових сарадника Светозар Огњановић.
Пајевић је био префињени господин али и велики авантуриста, склон путовањима и путописима. О свом трошку је тако био на српско-турском ратишту 1876. године, као сведок али и извештач новосадске "Заставе". Објавио је на ту тему књигу: "Успомене из Црне Горе и Херцеговине". Извештавао је и са Видовданске прославе (500-годишњице Косовске битке) у Крушевцу. Опет је о свом трошку путовао у Русију не би ли пратио изблиза - учествовао у великим историјским догађањима. Из Кијева и Москве где се нашао по најјачој зими, слао је упечатљиве описе, погреба руског цара Александра III али и крунисања цара Николе II. Од импресија саставио је дводелну књигу са илустрацијама. Објавио је 1895. године то дело под насловом: "Са погреба цара Александра..." и "Утисци и слике из Русије". Сав приход од продаје наменио је аутор, Фонду Ђорђа Натошевића који је основан за помагање удова и сирочади учитељских. Због својих књижевних радова и доприноса примила га је Матица српска, иако недовољно образованог, за члана њеног књижевног одељења.
Још 1890. године говорило се да је Арса Пајевић највећи књижевни и просветни добротвор, јер је поклонио до тада преко 4000 књига разне садржине, поред 2000 примерака илустрованог календара "Орла". Био је познат широм српства, као "чика Арса" велики пријатељ и заштитник деце и омладине. Поклонио је током живота велики број књига и слика сиромашним српским школама и добрим ученицима. Такође омогућио је претплату на "Школски лист" многим српским школама. Био је члан подпомагач Српског учитељског конвикта у Новом Саду 1891. године, са прилогом од 50 ф. На томе није стао већ је годинама додавао додатне износе, као 1895—350 ф. Српски листови су често писали о његовим доброчинствима и изражавали захвалност на племенитости, каква се ретко сретала.
После убиства Мише Димитријевића уредника и власника "Браника", Пајевић је раскинуо све везе са дотадашњим пријатељима - српским радикалима, окупљеним око конкурентске "Заставе". Принципијелност и поштење одбили су га од Јаше Томића и његовог круга, али су му и донели много горчине, јер је наилазио у свом окружењу на незаслужено неразумевање и непријатељство.
Био је ожењен Анком, живео у складном браку, али са којом није имао деце. Зато су одгојили двоје сирочади и извели их на животни пут. Посинио је Арса - др Пају Вујевића за свршеног филозофа и још младог, Ђурицу Суботића гимназисту. Поред свих доброчинстава и несебичне помоћи током живота остало је да заблиста на крају оно највеће. Супружници Пајевићи су по свом тестаменту (отвореном 1905) оставили у хуманитарне сврхе сву своју имовину. Определили су за Фонд Српске Више девојачке школе у Новом Саду, своју кућу у Ћурчинској улици код "Три краља", која тада вреди 20.000 круна. За помагање сиротих ученица те школе, у оделу и књигама оставили су још 14.000 круна у готовини. Свој преостали велики иметак, процењен на преко 200.000 круна завештали су новосадској Великој српској гимназији. Удова Анка је располагала са том имовином до своје смрти.
Арса Пајевић је преминуо 13. октобара 1905. године и сахрањен је на Алмашком гробљу у Новом Саду.